# Santa Maria di Licodia
Santa Maria di Licodia település Olaszországban, Szicília régióban, Catania megyében. Lakosainak száma 7482 fő (2023. január 1.). Santa Maria di Licodia Biancavilla, Paternò és Ragalna községekkel határos.

## Népesség
A település lakossága az elmúlt években az alábbi módon változott:
| Lakosok száma | 7628 | 7691 | 7482 |
|               | 2017 | 2018 | 2023 |